# 藪不動尊
藪不動尊（やぶふどうそん）は、大分県日田市月出山地区にある寺院。本尊は不動明王（不動尊）。

## 概要
1702年（元禄15年）開眼。「藪の不動さま」として知られ、例年10月28日には藪不動尊祭が開かれる。岩の奥に不動明王が祀られ、さらに奥の院が設けられている。高塚愛宕地蔵尊とは車で約5分の距離にあり、高塚愛宕地蔵尊参拝の折に、本不動尊を参拝する者が多い。
広瀬旭荘『九桂草堂随筆』巻八に「月出山の西南に藪村あり、洞中に大いなる佛像を刻して未だ成らず、傳ふ、閏月の朔ことに人來りて之を刻す、之を見るものなし、其始は元祿頃のことのよし、余が見しは三十年前のことなり、其時は腰までなり、今年其村の人に遇ひしに、今は其より以下も成りたるよし、去年閏七月も新たに刻したる處みゆると云ふ、是何者の所爲なるにや、村人は天狗ならんと云へり、」とある。